# HS Волка
HS Волка (лат. HS Lupi), HD 133822 — двойная затменная переменная звезда (E:) в созвездии Волка на расстоянии приблизительно 137 световых лет (около 41,9 парсеков) от Солнца. Видимая звёздная величина звезды — от +7,78m до +7,74m. Орбитальный период — около 17,83 суток. Возраст звезды определён как около 250 млн лет.

## Характеристики
Первый компонент — жёлтый карлик, эруптивная переменная звезда типа RS Гончих Псов (RS:) спектрального класса G5, или G5IV*, или G6V, или G8V. Масса — около 1,12 солнечной, радиус — около 1,236 солнечного, светимость — около 1,265 солнечной. Эффективная температура — около 5577 K.
Второй компонент — жёлтый карлик спектрального класса G5IV. Масса — около 0,97 солнечной.

## Планетная система
В 2019 году учёными, анализирующими данные проектов HIPPARCOS и Gaia, у звезды обнаружена планета.